# Caro Thum
Caro Thum (* 11. August 1977 in Saarbrücken) ist eine deutsche Regisseurin und Dramatikerin.

## Leben
Nach ihrem Abitur am Johanneum (Homburg) 1998 arbeitete Caro Thum zwei Jahre als Regieassistentin am Staatstheater Stuttgart, bevor sie ihr Studium für Regie an der Hochschule für Musik und Theater Zürich begann. Nach ihrem erfolgreichen Abschluss 2006 arbeitete sie als freie Regisseurin unter anderem In Mainz, Basel und Nürnberg, wo sie drei Stücke des britischen Dramatikers Dennis Kelly („DNA“, „Kindersorgen“, „Waisen“) zur deutschsprachigen Erstaufführung brachte.

## Regie (Auswahl)
| Jahr | Titel                                | Autor           |
| ---- | ------------------------------------ | --------------- |
| 2015 | Kruso                                | Lutz Seiler     |
| 2015 | Die Radikalisierung Bradley Mannings | Tim Price       |
| 2015 | Effi Briest                          | Theodor Fontane |
| 2014 | Detroit (DSE)                        | Lisa D’Amour    |
| 2014 | Liebe & Information (DSE)            | Caryl Churchill |
| 2013 | Das Ende des Regens                  | Andrew Bovell   |
| 2010 | DNA                                  | Dennis Kelly    |
| 2010 | Waisen (DE)                          | Dennis Kelly    |
| 2009 | Kindersorgen (DSE)                   | Dennis Kelly    |

## Wirkungsstätten (Auswahl)
- Staatstheater Darmstadt
- Rheinisches Landestheater Neuss
- Theater und Orchester Heidelberg
- Staatstheater Nürnberg
- Städtische Bühnen Münster
- Mainfrankentheater Würzburg
- Staatstheater Mainz
- Stadttheater Ingolstadt
- Stadttheater Bern
- Theater Basel
- Theater und Philharmonie Thüringen

## Kritiken (Auswahl)
Großartige Fontane-Adaption in Gera · Ostthüringer Zeitung 1. Juni 2015
"Minimalistisch, klar und jede Sekunde spannend …. Wer Effi nie liebte, wem das metaphorische Gegrummel um Chinesen und schleifende Gardinen im Oberstübchen immer auf den Geist ging, der kann in Caro Thums Inszenierung in Gera sehen, dieser Fontane-Roman ist nicht nur für germanistische Exerzitien eine Fundgrube. Der Zuschauer kann allen Ballast abwerfen und Menschen wie du und ich beim Leben und Lieben zusehen. Thums „Effi Briest“ erzählt von den Facetten der Liebe – von gelebter und versagter Liebe, von selbstloser und krämerischer Liebe, von pflichtgemäßer und gedankenloser Liebe."(Angelika Bohn)
Das große Schweigen / Atemberaubend: Caro Thum inszeniert Andrew Bovells "Ende des Regens" · Donaukurier 9. Dezember 2012
"Obwohl „Das Ende des Regens“ tief greifende Themen wie Schuld, Missbrauch, globale Katastrophen verhandelt, ist es doch kein beschwerlicher Abend. Es geht um das große Rätsel des Menschseins. Und Caro Thum und ihr virtuoses Ensemble erzählen davon mit Poesie, Witz und Fantasie. Nach knapp zwei Stunden gibt es dafür großen Beifall. Also: Unbedingt anschauen!"
(Anja Witzke)
Kruso – Caro Thum gelingt in Gera eine kongeniale Bühnenadaption von Lutz Seilers Erfolgsroman · Nachtkritik 6. November 1015
(..)"Autorin Petra Paschinger und Regisseurin Caro Thum haben viel, ja nahezu alles richtig gemacht. Sie stellen in ihrer Version von "Kruso" die Geschichte der ungleichen Freunde Ed und Kruso in den Mittelpunkt."(..) "Caro Thum findet überzeugende Bilder für die Suche nach dem Unauffindbaren. Die Bühne ist weitgehend leer, ist Küche und Strand und Bahnhof und Schlafstätte"
(Matthias Schmidt)